# Casinaria hesperiophaga
Casinaria hesperiophaga är en stekelart som beskrevs av Jerman och Ian D. Gauld 1988. Casinaria hesperiophaga ingår i släktet Casinaria och familjen brokparasitsteklar. Inga underarter finns listade.